# Агнес фон Хоенлое
Агнес фон Хоенлое-Вайкерсхайм (на немски: Agnes von Hohenlohe-Weikersheim; * пр. 1295; † 29 ноември 1346 от фамилята Хоенлое-Вайкерсхайм е чрез женитба господарка на Ханау.
Тя е дъщеря на Крафт I фон Хоенлое-Вайкерсхайм (1242 – 1313) и третата му съпруга Агнес фон Вюртемберг († 1305), дъщеря на граф Улрих I фон Вюртемберг († 1265) и маркграфиня Мехтхилд фон Баден († 1258), наследничка на Щутгарт.

## Фамилия
Агнес се омъжва през 1310 г. за господар Улрих II фон Ханау (1280/1288 – 1346). Те имат десет деца: 
- Улрих III (1310 – 1369/1370), от 1346 г. господар на Ханау и фогт във Ветерау
- Райнхард, домкустос (отговорник за строежите) на катедралата Майнц
- Крафт († 1382), домхер в Кьолн, Майнц, Вюрцбург и Вормс
- Лудвиг († сл. 1386), ерцдякон в Вюрцбург
- Готфрид († сл. 1372), комтур на Немския орден
- Конрад IV († 1383, убит), княз-абат на Фулда
- Елизабет († сл. 1365), омъжена пр. 1329 г. за Филип V фон Фалкенщайн († 1343)
- Аделхайд († сл. 1378), омъжена I. ок. 1318 г. за граф Еберхард II фон Катценелнбоген (1312 – 1329), II. на 29 юли 1332 г. за граф Хайнрих II (I) фон Изенбург-Бюдинген († 1378/1379)
- Агнес († сл. 1347), монахиня в манастир Патерсхаузен
- Ирменгард († сл. 1348), монахиня в манастир Герлахсхайм